# Fußballauswahl der Vatikanstadt
Die Fußballauswahl der Vatikanstadt (italienisch: Selezione di calcio della Città del Vaticano) besteht aus Schweizergardisten, päpstlichen Räten und Museumswächtern. Da der Vatikan weder Mitglied des Weltfußballverbandes FIFA noch des europäischen Fußballverbandes UEFA ist, nimmt die Mannschaft nicht an Qualifikationsspielen zu Fußball-Welt- und Europameisterschaften teil. Sie wird vom Dachverband Federazione Vaticanese Giuoco Calcio aufgestellt.
Weil nur einige hundert Menschen die vatikanische Staatsbürgerschaft besitzen und diese nicht in großer Zahl für längere Zeit entbehrt werden können, kann die Mannschaft nur sehr selten zu Freundschaftsspielen antreten. Der Versuch der Teilnahme an der sogenannten WM für Nichtmitglieder der FIFA scheiterte an ebendiesem Problem.
Umgangssprachlich und in der medialen Wahrnehmung wird die Fußballauswahl häufig auch als Nationalmannschaft bezeichnet.

## Auswahl von Spielen
| 23. November 2002 | Vatikan                                         | 0:0 | Monaco                                                  |
| 7. Mai 2011       | Vatikan                                         | 1:2 | Monaco                                                  |
| 22. Juni 2013     | Monaco                                          | 2:0 | Vatikan                                                 |
| 10. Mai 2014      | Vatikan                                         | 0:2 | Monaco                                                  |
| 10. August 2014   | Borussia Mönchengladbach (Traditionsmannschaft) | 8:1 | Vatikan                                                 |
| 29. April 2017    | Vatikan                                         | 0:0 | Monaco                                                  |
| 6. Juni 2019      | Vatikan                                         | 1:1 | Deutsche Fußballnationalmannschaft der Winzer – WEINELF |

## Stadion
Da die Vatikanstadt zu klein für einen Fußballplatz ist, werden die „Heimspiele“ außerhalb des Stadtstaates im Stadio Pio XII ausgetragen. Das Stadio Pio XII befindet sich in Albano Laziale. Im Stadion finden ca. 1500 Personen Platz.

## Trikots
Von den Trikots der Fußballmannschaft der Vatikanstadt gibt es nur 400 Stück, welche alle im Besitz des Vatikans sind. Technischer Sponsor ist der italienische Sportartikelhersteller Sportika.
Im April 2018 schloss die Fußballauswahl einen dreijährigen Sponsorenvertrag mit dem Weingut Poderi di San Pietro und hatte damit erstmals in ihrer Geschichte einen Trikotwerbepartner.

## Trainer

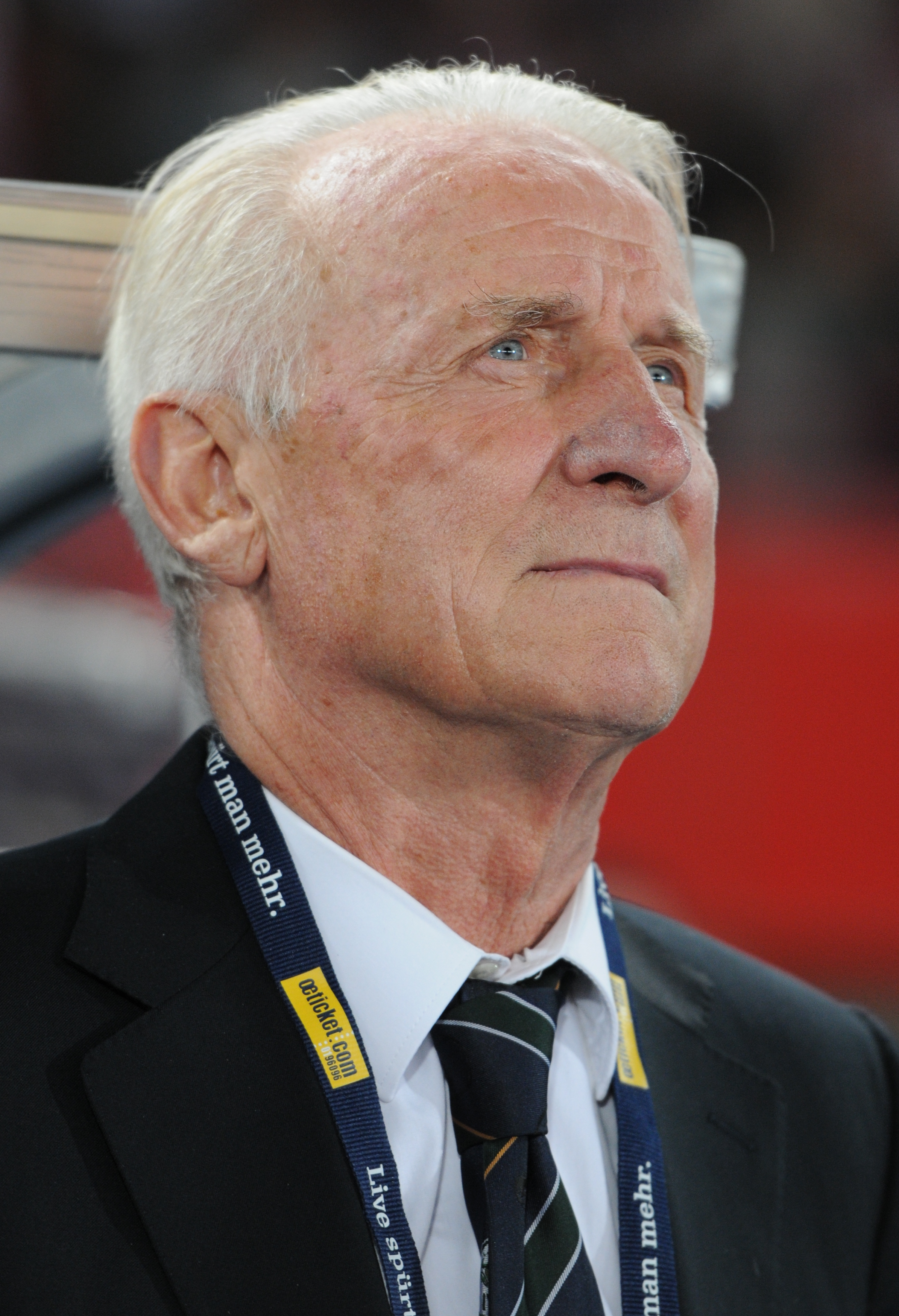
Giovanni Trapattoni trainierte 2010 die Auswahl

- Saverio Di Pofi
- Giovanni Trapattoni (2010)
- Gianfranco Guadagnoli[6]

## Frauenteam
Ein erstes Frauenfußballspiel von Vatikan-Bediensteten gab es im Sommer 2018. Eine Frauenmannschaft, der FC Vatikan, des Vatikans wurde 2018 gegründet, faktisch gibt es sie seit Mai 2019. Sie setzt sich aus Mitarbeiterinnen verschiedener Betriebe, etwa der Kinderklinik, und Institutionen des Vatikans, sowie aus Angehörigen – Ehefrauen und Töchter – von Mitarbeitern zusammen. Die 25 Frauen umfassende Mannschaft kann neben den Angehörigen der Mitarbeiter auch aus einem Pool von etwa 750 weiblichen Mitarbeiterinnen gebildet werden. Kapitänin ist die aus Kamerun stammende Stürmerin Eugene Tcheugoue, die in der Vatikanischen Kurienbehörde für Laien, Familie und Leben arbeitet. Sein erstes Spiel bestritt das Team gegen die Frauen des AS Rom.
Die Auswahl war am 22. Juni 2019 zu einem Freundschaftsspiel bei der 20-Jahr-Feier des österreichischen Drittligisten FC Mariahilf (FCM) in Wien eingeladen. Als Zeichen der Unterstützung für die LGBTIQ-Bewegung waren die Eckfahnen in Regenbogenfarben gehalten. Nach dem Austausch von Gastgeschenken zeigten die Spielerinnen von Mariahilf beim Abspielen der vatikanischen Hymne auf Bauch und Rücken geschriebene „Pro Choice“-Botschaften – also Appelle, dass Frauen das Recht haben, einen Schwangerschaftsabbruch durchzuführen. Daraufhin sagte der Nuntius in Österreich, Pedro López Quintana, das Spiel aus Protest ab.